# Turner Classic Movies
A Turner Classic Movies (rövidítve TCM, kiejtve: "tíszíem") egy filmadó, amely a Turner Broadcasting Systemhez (Warner Media) tartozik. A csatorna brit honlapja szerint jelenleg 10 nyelven fogható: angolul, dánul, hollandul, franciául, görögül, héberül, lengyelül, spanyolul, svédül és norvégul. Az adón klasszikus, MGM, United Artists, RKO és Warner Bros. készítette amerikai filmek láthatóak a 20. század harmincas éveitől egészen a kétezres évekig terjedő idejéből.
Korábban Magyarországon, Lengyelországban és Romániában is lehetett fogni a Cartoon Network-kel osztott műsoridőben 21:00-6:00-ig angol, lengyel és román nyelven, lengyel és román reklámokkal, napi 9 órában.
A magyar változat indulása korábban elképzelhető volt: 2009 végén nappali váltótársán, a Cartoon Network-ön magyar nyelvű bejátszások voltak láthatóak, egy filmszemélyiség beszédével, majd 2010 augusztusában elindult a csatorna magyar honlapja, mely a tcmeurope.com/hu címen volt elérhető, és 2011 novembere óta nem frissítették. Ez azonban nem valósult meg, a Turner elvetette, végül Magyarországon 2015. április 1-jén megszűnt, amikor a Cartoon Network 24 órás lett. Később, október 6-án Romániában átadta helyét a TNT-nek. Az új csatornának a TCM-hez hasonlóan létezik a gyerektévével osztott és 24 órás változata is.

## Története
A TCM-et Ted Turner a Turner Broadcasting System részeként hozta létre, ami először 1994. április 14-én kezdett sugározni. A TCM egy olyan kereskedelmi televízió, melynek filmjeit korábban nem szakította meg reklám, kivéve a csatorna brit változatát.

## Nemzetközi változatai
A csatornának Európában hat változata van, a brit–ír, a francia, a közép- és kelet-európai (ez volt fogható Magyarországon), a orosz–délkelet-európai és a spanyol. A TCM német változatát a TNT Serie váltotta fel. Az adó kanadai változatát 2005. november 1-jén indították el. A TCM Classic Entertainment, a csatorna latin-amerikai változata 2009. április 1-jén sugárzott először. Továbbá elérhető a TCM ázsiai változata, mely Ázsia több országában (például Indiában) és Ausztráliában fogható. A televízió a világon kb. 30 millió háztartásban elérhető.